# Sarah Rafferty

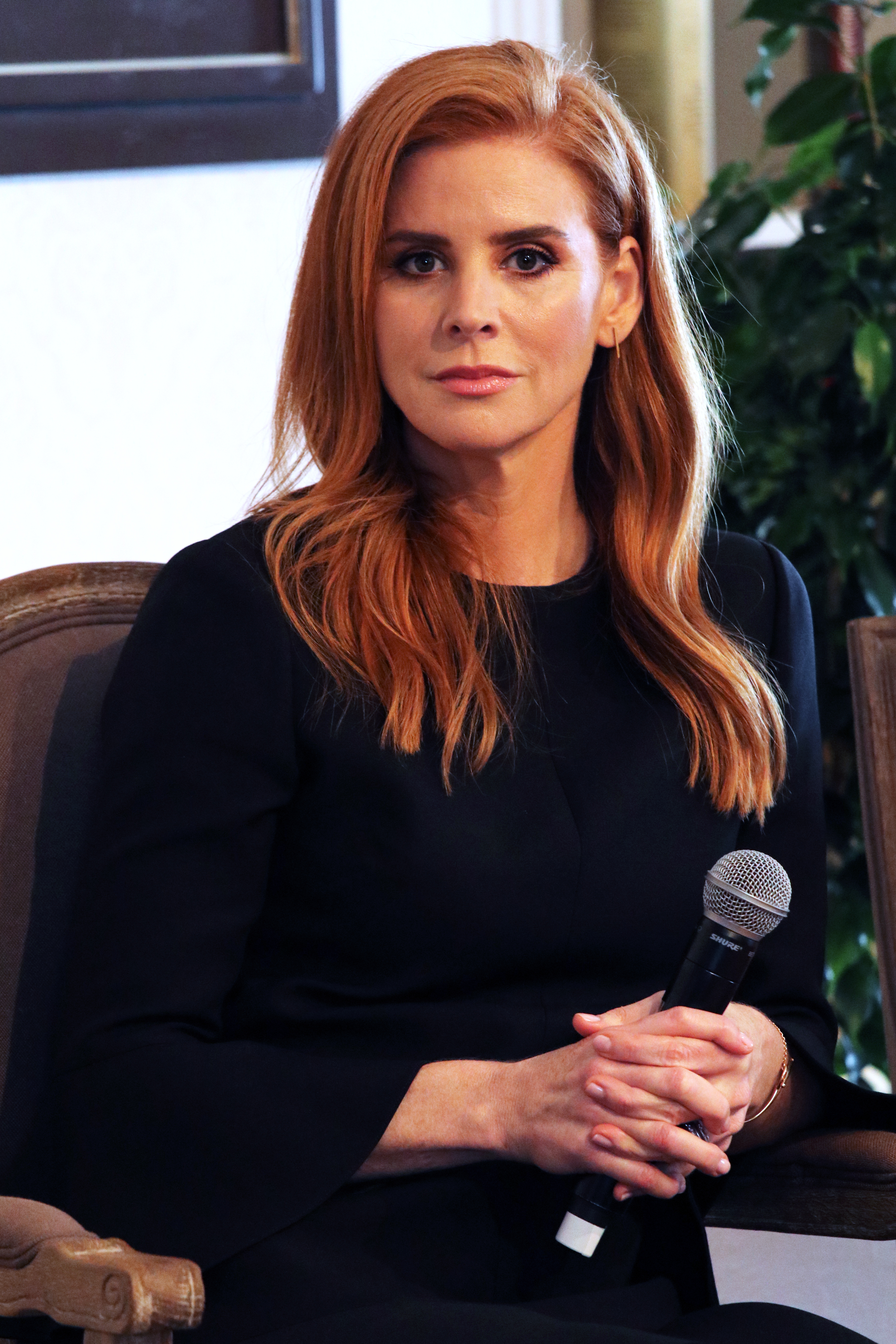
Sarah Rafferty (2018)

Sarah Gray Rafferty (* 6. Dezember 1972 in New Canaan, Connecticut) ist eine US-amerikanische Schauspielerin. Sie ist vor allem durch ihre Rolle als Donna Paulsen in der Anwaltsserie Suits bekannt.

## Leben
Sarah Rafferty wurde 1972 in New Canaan im US-Bundesstaat Connecticut geboren. Ihr Vater Michael G. Rafferty junior war geschäftsführender Teilhaber von FCM Investment Partners in New York; ihre Mutter Mary Lee Rafferty arbeitete als Englischlehrerin an der Sacred Heart, einer Privat-Highschool in Greenwich, Connecticut. Rafferty wuchs in Riverside, Connecticut als jüngste von vier Schwestern auf. Während ihrer Highschoolzeit an der Phillips Academy begann sie das Schauspielern mit einer Rolle in Shakespeares Richard III.
Am Hamilton College in Clinton, New York belegte Rafferty Englisch und Theaterwissenschaften und schloss mit magna cum laude ab. Während ihres Grundstudiums besuchte sie eine Zeit lang die University of Oxford. Anschließend studierte sie an der Yale School of Drama der Yale University Schauspiel und schloss 1996 mit einem Master of Fine Arts ab.
Im Juni 2001 heiratete Rafferty den Finnen Santtu Seppala, CIO bei Kiitos Capital Management in Kalifornien, den sie an der Yale-Universität kennengelernt hatte. Mit ihm hat sie zwei Töchter, die 2007 und 2011 geboren wurden.

## Karriere
Sarah Rafferty spielte in mehreren Theaterstücken in New York, darunter in Off-Broadway-Theatern wie dem Second Stage Theatre oder dem Lucille Lortel Theatre. An der Seite von Kathleen Turner und Charles Busch spielte sie in dessen Stück The Third Story mit. Zudem schauspielerte sie in vielen regionalen Theatern, etwa im South Coast Repertory in Kalifornien und im Shakespeare & Company in Kentucky, in welchem sie Rosalinde in Wie es euch gefällt spielte.
Für die Reihe The Play's the Thing des Radios NPR sprach sie verschiedene Hörspiele ein.
Im Fernsehen hatte Rafferty seit 1998 nach einer Nebenrolle im Fernsehfilm Trinity mehrere Gastauftritte, darunter beispielsweise in Serien wie Law & Order, Six Feet Under, Numbers oder in Brothers & Sisters. Mit der Rolle als Dr. Casey Matthews in der Fernsehserie Tremors spielte Rafferty 2003 erstmals eine wiederkehrende Gastrolle. Nach weiteren Gast- und Nebenrollen in Serien und Filmen erhielt Rafferty im Jahr 2011 erstmals eine Hauptrolle in der Fernsehserie Suits als Donna Paulsen, der langjährigen Assistentin und engen Vertrauten des Protagonisten Harvey Specter, dargestellt durch Gabriel Macht. Rafferty und Macht sind auch privat schon seit Anfang der 1990er Jahre  befreundet.

## Filmografie
- 1998: Trinity (Fernsehfilm)
- 1999: Law & Order (Folge 9x21)
- 2000: Mambo Café (Film)
- 2001: Walker, Texas Ranger (Folge 9x12)
- 2002: Speakeasy (Film)
- 2002: Third Watch – Einsatz am Limit (Third Watch, Folge 4x04)
- 2002: CSI: Miami (Folge 1x07)
- 2002: The District – Einsatz in Washington (The District, Folge 3x10)
- 2003: Without a Trace – Spurlos verschwunden (Without a Trace, Folge 1x14)
- 2003: Six Feet Under – Gestorben wird immer (Six Feet Under, Folge 3x03)
- 2003: Practice – Die Anwälte (The Practice, Folge 7x20)
- 2003: Tremors – The Series (Tremors, 3 Folgen)
- 2003: Good Morning, Miami (Folge 2x05)
- 2004: CSI – Den Tätern auf der Spur (CSI: Crime Scene Investigation, Folge 4x11)
- 2004: Charmed – Zauberhafte Hexen (Charmed, Folge 6x14)
- 2004: Soccer Cup – Torschütze auf 4 Pfoten (Soccer Dog: European Cup, Film)
- 2004: Second Time Around (2 Folgen)
- 2004: Meine wilden Töchter (8 Simple Rules, Folge 3x12)
- 2006: Pepper Dennis (Folge 1x04)
- 2006: East Broadway (Film)
- 2006: East Broadway (Falling for Grace, Film)
- 2007: Football Wives (Fernsehfilm)
- 2007: Göttlicher Zufall (What If God Were the Sun?, Film)
- 2008: Samantha Who? (Folge 2x01)
- 2009: Four Single Fathers (Film)
- 2009: Criminal Intent – Verbrechen im Visier (Law & Order: Criminal Intent, Folge 8x12)
- 2009: Numbers – Die Logik des Verbrechens (NUMB3RS, Folge 6x03)
- 2009: Bones – Die Knochenjägerin (Bones, Folge 5x08)
- 2010: Brothers & Sisters (Folge 5x04)
- 2011: Small, Beautifully Moving Parts (Film)
- 2011–2019: Suits (132 Folgen)
- 2016: All Things Valentine (Fernsehfilm)
- 2020: Grey’s Anatomy (3 Folgen)
- 2020: Browse (Film)
- 2021–2022: Chicago Med (17 Folgen)
- 2023: Ich und die Walter Boys (My Life with the Walter Boys, 10 Folgen)